# Hypocrita albimacula
Hypocrita albimacula là một loài bướm đêm thuộc phân họ Arctiinae, họ Erebidae.